# 熊本市立鹿南中学校
熊本市立鹿南中学校（くまもとしりつ かなんちゅうがっこう）は、熊本県熊本市北区植木町滴水にある公立中学校。

## 沿革
- 1947年（昭和22年）4月1日 - 桜井村外2ケ村中学校組合立鹿南中学校発足。
- 1955年（昭和30年）1月1日 - 町村合併により植木町立鹿南中学校と改称。
- 2010年（平成22年）3月23日 - 熊本市編入により熊本市立鹿南中学校と改称。

## 部活動
- 軟式野球部　平成22年　第31回熊本市中学生軟式野球大会第3位　（優勝城南中学・準優勝白川中学）
- 1988年 - 女子バスケットボール部が全国中学校バスケットボール大会にて準優勝。
- 2021年 - 弓道部が第１８回全国中学生弓道大会／ＪＯＣジュニアオリンピックカップ大会にて女子団体 個人にて優勝